# Opossum de Patagonie
Lestodelphys halli
Genre
Espèce
Statut de conservation UICN

 LC  : Préoccupation mineure
Répartition géographique
L’Opossum de Patagonie (Lestodelphys halli) est une espèce de marsupiaux, la seule du genre Lestodelphys. C'est un opossum qui vit uniquement dans le Sud de l'Argentine où on le rencontre dans les régions froides et sèches, en particulier en Patagonie et, peut-être, dans la forêt subantarctique. Compte tenu de sa distribution, c'est le marsupial qui vit le plus au sud de tous les marsupiaux et il se caractérise par une faible densité démographique, en dépit d'une large répartition géographique.

## Description
Il a le dos est gris foncé et le ventre blanc avec un anneau noir autour des yeux. Caractéristiques qu'il partage avec le genre Thylamys, considéré comme le taxon sœur. Les oreilles sont courtes et arrondies, et  la queue, courte et non-préhensile, peut stocker de la graisse. Les femelles n'ont pas de marsupium. Il s'agit d'un animal terrestre plutôt qu'arboricole.

## Distribution
Aujourd'hui, sa distribution est connue principalement par la collecte des boules de régurgitation des oiseaux de proie et le piégeage. Cependant, cette espèce était répandue durant l'Holocène car on trouve des restes dans de nombreux sites paléontologiques et archéologiques. Dans le passé, il a eu une diffusion plus large qu'à présent car il a également été retrouvé dans la province de Buenos Aires.
Bien que sa population soit en baisse, il est considéré par l'UICN comme « préoccupation mineure »; en 1996, il était encore classé comme « vulnérable ».